# Thecocarcelia latimana
Thecocarcelia latimana är en tvåvingeart som beskrevs av Louis-Paul Mesnil 1950. Thecocarcelia latimana ingår i släktet Thecocarcelia och familjen parasitflugor. Inga underarter finns listade i Catalogue of Life.